# Gegeneophis fulleri
Gegeneophis fulleri és una espècie d'amfibi Gimnofió de la família Caeciliidae que habita en l'Índia.